# Nørre Asmindrup Sogn
Nørre Asmindrup Sogn ist eine Kirchspielsgemeinde (dän.: Sogn) auf der dänischen Insel Seeland. Bis 1970 gehörte sie zur Harde Ods Herred im damaligen Holbæk Amt, danach zur Trundholm Kommune im Vestsjællands Amt, die wiederum im Zuge der Kommunalreform zum 1. Januar 2007 in der Odsherred Kommune in der Region Sjælland aufgegangen ist.

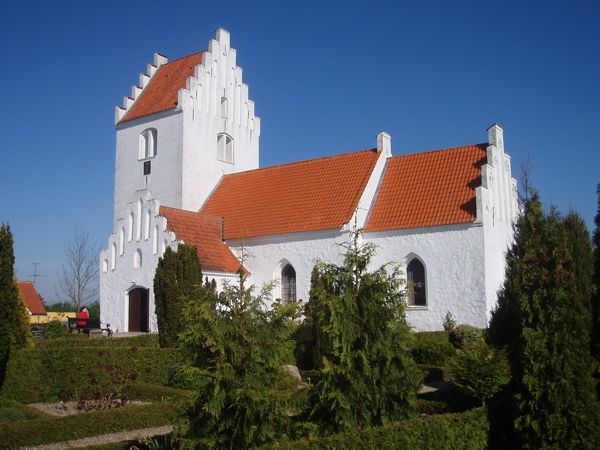
Nørre Asmindrup Kirke

Am 1. Januar 2023 lebten im Kirchspiel 1066 Einwohner, davon 0 in der Ortschaft Svinninge.
Nachbargemeinden sind  im Norden und Westen Højby Sogn, im Südosten Egebjerg Sogn sowie im Südwesten Vig Sogn. Im Osten grenzt das Kirchspiel an den Isefjord.